# Moulins-sur-Ouanne
Moulins-sur-Ouanne este o comună în departamentul Yonne, Franța. În 2009 avea o populație de 299 de locuitori.

## Evoluția populației
| An        | 1975 | 1982 | 1990 | 1999 | 2006 | 2009 |
| --------- | ---- | ---- | ---- | ---- | ---- | ---- |
| Populație | 192  | 187  | 200  | 220  | 218  | 299  |